# Acer hainanense
Acer hainanense é uma espécie de árvore do gênero Acer, pertencente à família Aceraceae.